# Alexandre Vaudey
Alexandre Vaudey (Saint-Michel-de-Maurienne, 1815 - vers Gondokoro, 5 avril 1854) est un explorateur savoyard.

## Biographie
Alexandre Vaudey naît en 1815 dans le bourg de Saint-Michel-de-Maurienne, dans la vallée de la Maurienne, situé dans le duché de Savoie.
Il part en 1839 en Égypte où il enseigne et devient le précepteur des fils de Méhémet Ali. Ils explorent notamment la haute Égypte et le Soudan. Il devient rapidement trafiquant de gomme et d'ivoire. Il voyage au Kordofan et tente une expédition dans le Darfour, mais est tué par les Bari vers Gondokoro.
De 1843 à 1849, il est secrétaire général de la junte sanitaire d'Égypte.
En 1851, il est rejoint pas ses deux neveux, Jules et Ambroise Poncet avec qui il se rend au Soudan,. En 1852, il devient proconsul de Sardaigne à Khartoum .
Il est membre notamment de la Société de géographie de Paris, ainsi que membre correspondant de la Royal Geographical Society de Londres.
Alexandre Vaudey est tué lors d'une expédition, le 5 avril 1854, dans les environs de Gondokoro, au Soudan, par le peuple autochtone d'Olibo.